# 해피캠퍼스 (사이트)
해피캠퍼스(Happy Campus)는 2000년 3월 카이스트(KAIST)학생과 지도교수가 만든 벤처기업이며, 당시 지도교수였던 김성희 교수가 현 김정태 사장과 윤이환 이사, 조성식 이사 3명의 학생과 함께 창업했다. 2000년 3월부터 개인간 거래서비스를 시작하였으며 2003년 10월 고급 지식 정보를 보강하여 전체 오픈하여 현재까지 서비스를 이어오고 있다.
2017년 랭키닷컴 기준, 지식거래사이트로 1위로, 각종 레포트, 자기소개서, 방송대, 기업보고서 등을 판매하고 있다.

## 개요
한국에 처음으로  온라인 지식거래 서비스를 시작한 기업. 2000년 3월 오픈했다. 카이스트 경영대학원 졸업생인 김정태와 조성식, 윤이환이 함께 만들었다. 
회원들 간에 자료를 거래할 때 나오는 수수료가 해피캠퍼스의 비즈니스 모델이다. 이 내용은 2004년 인터뷰를 통해 알 수 있다.
현재는 다양한 온라인 지식거래 서비스가 출시되었지만, 이 시장에서는 약 20년 동안 해피캠퍼스가 1위를 유지하고 있다.  현재는 각종 리포트와 논문에서부터 시작해 자격증 시험자료나 심지어는 자기소개서나 감상문같이 개인적인 자료까지 올라와 있다. 최근 블로그, 구글링 등을 통해 무료 정보를 얻는 학생들이 많지만 해피캠퍼스로 연결되는 경우가 대부분이다. 네이버와 같은 국내 포털 사이트에서 전공자료를 검색하면 상당히 높은 확률로 이쪽으로 연결된다.
구매의 목적은 직접 리포트를 작성할 능력 혹은 시간이 부족한 대학생들과 방송통신대학교를 다니는 어르신들의 제출용이며, 이로 인한 논란이 존재한다. 사용 목적은 사람에 따라 다른데, 해피캠퍼스의 취지 자체는 “지식에 대해 정당한 가치를 부여함으로써 숨어있던 지식을 공유할 수 있게 한다.”이다. 하지만 많은 이용자들이 급하게 과제를 해야 할 때 제출하기 위해 사용한다.
가격은 1,000원부터 시작해서 10,000원이 넘는 자료도 있다. 어느 정도 돈을 쓸 여유만 있으면 참고용으로 쓸 양질의 자료를 손쉽게 구할 수 있긴 하다. 당연한 이야기지만, 이 서비스는 리포트를 사서 그대로 제출하라는 목적이 아니다. 다만, 자료 구매 시, 목적을 확인하지는 않으며, 목적을 확인하더라도 본인들의 주수입원인 리포트 판매를 막을 일은 없다.
다만, 자료를 구매하더라도 참고용으로만 쓰는 것이 좋으며, 그대로 복사해서 제출하는 짓은 오히려 독이 될 수 있다. 모든 대학에서는 표절검사프로그램을 구비하고 있어서 표절 여부를 확실하게 알 수 있고, 정밀도와 유사도, 신뢰도도 퍼센티지 수치로 나온다(!) 따라서, 웬만한 교수들은 금방 알아낸다. 다만, 참고용으로만 사용하거나 각주를 달아 인용하면 충분히 매력은 있다. 이것은 굳이 알아내려고 하는 경우고......퍼센티지에 걸리지 않게 수정한 후, 제출하면 안 걸린다. 표절검사 프로그램을 본인이 돌리고 겹치는 부분들의 어투를 수정하면 그만.
아주 조금만 시간쓰면 직접 쓴 과제보다 베껴 수정한 과제가 표절률이 훨씬 적게 나온다. 한정된 주제를 가지고 하는 학생들의 과제라는 것이 뻔하기 때문. 컨닝 중에서도 간단히 막을 수 있는 것들조차 신경쓰지 않는 교수들이 매우 많다는 것을 생각해보자. 이는 논문도 마찬가지다. 오히려 이쪽이 더 심각한데 점수를 매기는 리포트와는 달리 이쪽은 합불 여부만 가리기에 제대로 읽지도 않는 교수도 많기 때문이다.

## 자료구매
현재 해피캠퍼스 사이트에 따르면 총 문서 수는 약 800만 건이다. 총 문서 수는 개인 판매자가 올린 자료와 학지사 등 제휴사의 자료가 더해진 수이다. 그렇기 때문에 자료를 검색할 때 판매자 정보를 보고 구매하는 것이 도움이 될 수 있다.
- 자료 구매는 충전금을 결제한 뒤 자료를 구매하는 과정으로 이루어져 있다. 충전금이 1만원이 넘을 경우에는 5% 추가지급[4]을 받을 수 있다.

- 자료를 구분하는 카테고리는 초기 경영/경제, 지식종합, 법률, 사회, 인문, 전기/전자, 정보통신, 과학 등의 카테고리로 분류되어 있었지만, 현재는 리포트, 논문, 자기소개서, 방송통신대, 기업보고서, 서식, PPT테마, 전문자료, 이력서, 시험자료, 표지/속지로 업데이트되었다.

- 자료의 다운로드 기간은 7일이다. 자료를 다운로드 받은 뒤, 기간이 만료되면 다시 구매한 뒤, 다운로드 받아야 한다. 이런 낭패를 면하기 위해서는 PC를 통해 다운로드 받고, 이메일 전송까지 진행하는 것이 좋다. 네이버 이메일의 경우, 첨부파일 다운로드 기간이 있기 때문에 내게 쓴 메일함에 다시 전송해야 한다.

- 구매한 자료가 원하는 자료가 아닐 경우, 환불을 요청할 수 있다. 하지만 정당한 이유가 있어야만 환불이 가능하며, 본인 실수로 다른 자료를 다운로드 받았을 경우에는 환불이 불가능할 확률이 매우 높다.

- 가격은 판매자가 정하는 가격이기 때문에 일정하지 않으며, 가격과 퀄리티가 비례하지는 않는다. 그렇기 때문에 자료에 대한 정보를 잘 읽고 구매하는 것이 좋다.

- 자료에 대한 정보는 소개글, 목차, 본문내용, 참고 자료, 태그 등이 있다.

### 자료 구매 방법
- 자료구매는 아주 단순하게는 해피캠퍼스 사이트에서 원하는 자료명을 검색하면 나오는 자료를 탐색 후 원하는 자료일 경우 구매하면 된다. 만약 원하는 자료가 나오지 않았을 경우, 결과 내 검색, 기간, 연관순, 영역, 확장자, 페이지 수와 같은 검색 도구를 사용하여 2차 설정을 한 뒤, 노출되는 검색 결과를 확인한다. 이렇게 했음에도 불구하고 나오지 않았을 경우, 연관검색어를 클릭해 검색어 자체를 변경해본다.

- 원하는 자료를 요청하는 경우도 있다. 만족스러운 자료가 나오지 않았을 때 해피캠퍼스 자료요청도우미[5]를 통해 판매자에게 자료를 만들어달라고 요청해야 한다. 경험상 이 단계에 오기 전에 자료를 구매할 확률이 높다.

- 이를 결제하기 위해서는 당연히 충전잔액이 있어야 한다. 충전금은 최소 5,000원이기 때문에 1,000원짜리 자료를 구매하더라도 5,000원을 충전해야 한다. 하지만 5,000원 이상의 자료를 구매할 때에는 구매 금액에 맞추어 충전이 가능하다. 2023년 1월 16일 이후, 최소 충전금이 10,000원으로 인상되었기 때문에 자료 구매 및 충전시 부담이 늘어났다.

- 최소 충전금 인상으로 충전 시 도서요약 서비스 및 행정 서식자료 무료 이용권을 주는 등 여러 다양한 혜택을 줌으로써 오히려 이전보다 돈이 아깝지 않은 양질의 서비스를 제공하고 있다.

### 자료구매 팁
해피캠퍼스 자료 검색은 네이버, 다음 등과 같은 포털사이트 검색과 비슷해 최대한 정확하게 적는 것이 가장 좋다. 혹은 네이버에 원하는 자료를 검색하는 것도 좋다. 대부분 해피캠퍼스 자료가 노출되기 때문에 큰 문제는 없다.
- 해피캠퍼스에 따르면 검색포털별 자료검색율은 해피캠퍼스보다 네이버에서 검색하는 비율이 훨씬 높다.

- 검색 후 자료 설명 페이지에서는 미리보기를 이용하는 것이 좋다. 판매 자료의 페이지 수에 따라 일정 비율로 미리보기를 볼 수 있도록 지원해준다. 하지만 5페이지 이하의 문서는 미리보기를 지원하지 않아 파악하기 쉽지 않다. 그렇기 때문에 5페이지 이상의 자료를 사는 것이 자료를 구매할 때 더 좋을 수 있다. 페이지 수가 많다고 해서 가격이 높은 것은 절대 아니다. 그리고 제공되는 목차와 본문내용, 참고 자료를 무조건 읽어보고 사는 것이 좋다. 본문내용은 실제 자료에서 그대로 가져와 올리는 것이니 꼼꼼히 살펴보고 구매해야 한다.

- 해피캠퍼스 자료를 구매를 하기 위해서는 충전금이 필요한데, 네이버 스마트 스토어에서 <해피캠퍼스 온라인 충전 상품권>을 구매하면 해피캠퍼스 홈페이지에서 충전결제하는 것보다 더 저렴하게 충전하여 자료를 구매할 수 있다.

### 구매 관련 이벤트
자료를 구매할 때 쿠폰을 지급받을 수 있는 이벤트가 진행 중이며, 장기적인 이벤트와 단기적인 이벤트가 있다. 쿠폰이벤트 페이지에 접속하면 이벤트를 확인할 수 있다.
- 룰렛이벤트

출석, 구매후기 등 해피캠퍼스 활동을 통해서 랜덤하게 쿠폰 발급
(30% 자료할인 쿠폰 / 20% 자료할인 쿠폰 / 15% 자료할인 쿠폰 / 10% 자료할인 쿠폰 / 펀캠퍼스 쿠폰 / 출금수수료 면제 쿠폰)
- 자료등록 이벤트

첫 자료등록 시 1,000원 다운로드 쿠폰 지급
- 2023 해피캠퍼스 통큰 혜택 이벤트

(자료 할인쿠폰 최대 12장, 탑툰 최대 2만원 쿠폰 지급, 도서요약본 서비스 무료 이용권 제공, 테마서식존 무료 이용권 제공)
- 첫 구매 보상혜택 이벤트

해피캠퍼스 첫 구매 회원에게 지급하는 최대 3천원 보상혜택 쿠폰
- 신한FAN

신한FAN(앱카드) 가입 시 2천원 다운로드 쿠폰 지급
- 하나멤버스

앱 설치 및 신규회원 가입 시 2천원 다운로드 쿠폰 지급
- 카카오페이 하나체크카드

하나카드 최초 가입 시 2천원 다운로드 쿠폰 지급
- 배달의 민족 우리체크카드

우리카드 최초 가입 시 2천원 쿠폰 지급
- 하나은행 주택청약종합저축

주택청약 가입 시 1만원 쿠폰 증정
- 우리카드 체크카드

우리카드 NU Uniq 신규 신청 시 최대 6천원 무료 다운로드 쿠폰 지급
- 무료충전소

모바일 앱(APP)에서 이용 가능하며 무료충전소를 통해 모든 포인트를 이용해 2천원, 3천원 다운로드 쿠폰 지급

## 자료판매
해피캠퍼스 사이트의 자료판매 안내에 따르면 자료를 판매할 경우 1건 자료등록 시 38,025원, 3건 자료등록 시 61,830원, 10건 자료등록 시, 132,120원의 수익을 얻을 수 있다고 한다. 현재 누적회원은 약 810만 명이며, 일 평균 방문자는 약 10만 명, 일 평균 자료거래는 약 8천 건으로 구매 및 판매는 원활하게 이루어지고 있는 것으로 보인다.
판매자는 자료판매 수, 신규 자료등록 수, 구매평가점수, 자료등록 규정 및 거래규정 준수 여부에 따라 매달 5일 판매등급이 조정된다. 판매등급이 올라갈수록 판매 수수료가 낮아지는 구조이며, 최대 판매 수수료는 60%로 판매 수수료 면에서 판매자에게 좀 아쉬운 플랫폼이라고 할 수 있다. 가장 높은 다이아몬드 등급도 판매 수수료가 40%에 달하며, 과제 몇 편 정도 판매하는 일반 판매자 입장에서는 브론즈 등급을 탈출하는 것도 어렵기 때문이다. 게다가 판매 수익금을 출금할 때도 수수료가 붙어서 500원의 출금 수수료를 내야한다.
자료판매는 저작권에 문제가 되지 않는 자료일 경우 모든 자료를 판매할 수 있다. 자료를 등록하면 검수 및 승인이 이루어지고 최종적으로 판매가 시작된다. 저작권은 한국저작권위원회, 사이버경찰청 등과 함께 저작권 담당자가 배정되어 있다. 자료 검수 단계에서 보류가 되었을 경우 보류해명을 통해 자료에 대한 재검수를 요청할 수 있다. 재검수 후 문제가 없는 자료로 파악되었을 때, 자료의 판매가 시작된다. 자료를 수정해야 할 경우에는, 마이페이지 중 판매관리 페이지에서 자료를 수정할 수 있다. 업로드 당시 입력한 정보 및 가격을 수정할 수 있으며 횟수는 제한이 없다. 단, 파일을 교체할 경우 검수 단계를 다시 거쳐야 한다. 다시 판매가 시작되려면 영업일을 기준으로 1~3일 정도 소요된다. 

### 자료판매 방법
해피캠퍼스에서 자료를 판매하려면 먼저, 판매자 전환을 해야 한다. 판매자 전환을 위해서는 실명인증 과정을 거쳐야 한다. 그 이후 자료 등록 페이지를 접속해 판매할 자료를 업로드하고 제목, 카테고리, 판매가격, 저작시기, 태그작성을 필수로 작성한다. 상세정보는 소개글, 목차, 본문내용, 참고자료로 구분되며 필수가 아닌 선택입력이다. 단, 상세정보를 입력하면 검색 상위노출과 함께 자료판매에 도움이 된다. 
자료를 해피캠퍼스 사이트에 업로드하는 방법은 개별등록, 일괄등록[대량으로 자료를 업로드 해야 할 경우 사용한다.] 총 2가지가 있으며 본인의 상황에 따라 자유롭게 사용할 수 있다. 단, 업로드할 경우 무료자료는 등록 후 유료자료로 변경이 불가능하다.

### 자료판매 팁
자료판매는 많은 자료를 올릴 수록 수익은 점점 올라갈 수 밖에 없다. 그렇기 때문에 본인이 작성한 자료는 모두 올리는 것이 좋다. 올릴 필요가 없다고 생각되는 자료 또한 판매해보면 수익이 발생할 때가 종종 있다. 또한, 자료를 올리기만 하면 수익금을 주는 이벤트 또한 진행 중이기 때문에 많은 혜택을 받을 수 있다.
자료를 등록할 때 소개글, 목차, 본문내용, 태그 등을 자세히 적는 것 또한 방법이다. 태그를 입력할 경우, 검색 정확도가 향상되어 자료가 상위에 노출되게 되며 소개글, 목차, 본문내용, 참고자료 또한 검색 상위노출과 자료판매에 도움이 된다. 실제로 해피캠퍼스 자료 등록 페이지에 접속해 등록을 진행할 때 기재되어 있는 내용이다. 판매 활성화를 위해서 자료 광고하기를 통해 관련 키워드 검색 시 상위에 노출 될 수 있도록 기능을 설정할 수 있다. 역시 수익금이 빠지게 된다. 광고 종류와 유형이 정해져 있으며 원하는 광고를 선택하여 노출할 수 있다. 설정 시 노출은 다음날에 적용된다.
그리고 해피캠퍼스 판매통계에서는 판매 관련 정보를 제공하고 있다. 회원의 판매 현황, 회원님을 위한 판매 도우미, 해피캠퍼스 인기 검색어, 검색포털 인기 검색, 해피캠퍼스 인기 카테고리, 우수 판매자 현황, 가격대별 현황 등의 정보를 제공하고 있으며 판매율을 높이는 자료 만들기 TIP을 통해 자료 제작에 도움이 되는 방법을 제공하고 있다. 

### 판매 관련 이벤트
자료를 판매할 때 쿠폰 및 수익금, 등급을 향상시킬 수 있는 이벤트가 진행 중이며, 장기적인 이벤트와 단기적인 이벤트가 있다.
쿠폰이벤트 페이지에 접속하면 이벤트를 확인할 수 있다. 전략을 세워 중복으로 혜택을 받을 수도 있다.
- 룰렛이벤트

출석, 구매후기 등 해피캠퍼스 활동을 통해서 랜덤하게 쿠폰 발급, 응모권 수 5장일 경우 출금수수료 면제 쿠폰 교환 가능
(30% 자료할인 쿠폰 / 20% 자료할인 쿠폰 / 15% 자료할인 쿠폰 / 10% 자료할인 쿠폰 / 펀캠퍼스 쿠폰 / 출금수수료 면제 쿠폰)
- 첫 자료 등록

신규 판매자의 경우 첫 자료 등록 시 골드 등급 6개월간 유지
- 자료등록 이벤트

리포트 카테고리 자료 10건 이상 등록 시 수익금 5,000원 지급 / 30건 이상 등록 시 12,000원 지급 중복 지급되지 않는다.
자료등록 TOP 5 회원 추가 수익금 지급 (1등: 50,000원 / 2~3등: 30,000원 / 4~5등: 20,000원)
- 등급업 이벤트

브론즈, 실버 등급: 1개월 기준 자료 3건 판매등록 시 골드 등급으로 상승
골드 등급: 1개월 기준 자료 10건 판매등록 시 플래티넘 등급으로 상승, 20건 판매등록 시 다이아몬드 등급으로 상승

### 수수료
해피캠퍼스에서 발생하는 수수료는 판매 수수료, 출금 수수료 총 2가지로 나뉘게 된다. 판매 수수료는 등록한 자료를 누군가 구매했을 때 발생하는 수수료이며, 출금 수수료는 수익금을 계좌로 이체할 때 발생하는 수수료이다. 출금 수수료는 은행계좌와 관계없이 1회에 500원이며 125,000원을 초과 할 경우 국세청에 통보되어 소득세와 주민세가 함께 빠지게 된다. 최근 은행간 이체에서 수수료가 거의 없다시피한데 수수료로 500원을 계속해서 떼어가는 거 자체가 큰 부담으로 작용한다.
해피캠퍼스의 판매 수수료는 등급에 따라 최소 40%에서 최대 60%이다. 즉, 브론즈 및 실버 등급은 자료를 판매할 때 판매가격의 절반도 가져가지 못하게 된다. 해피캠퍼스 고객센터에 의하면 인터넷상으로 저작물을 유통시킴에 따라 재생산에 따른 변동비를 최소화하고 유통비용을 획기적으로 절감할 수 있다고 한다. 일반적으로 생각하는 수수료 대비 엄청난 수치의 수수료를 가져가고 있다. 온라인 지식거래 서비스 시장을 포함하여 도서 및 출판시장 등의 시장 자체가 높은 수수료를 지불한다는 것은 누구나 알고 있는 사실이지만, 이에 대해 개선할 필요가 분명히 있다.

## 이벤트
해피캠퍼스에서는 무료쿠폰 이벤트, 쿠폰 이벤트, 초대 이벤트, 무료충전소 총 4가지로 구분하여 이벤트를 진행하고 있다. 단기적으로 진행하는 이벤트와 장기적으로 진행하는 이벤트로 나뉜다. 이벤트 자체의 규모는 크지 않다.  
- 무료쿠폰 이벤트

무료쿠폰 이벤트는 자료를 구매할 때 지급되는 할인 쿠폰을 지급해주고 있다.
자료 구매 및 판매와 관련된 쿠폰을 지급받을 수 있다.
- 쿠폰 이벤트

쿠폰 이벤트는 제휴사와 협력하여 진행되는 이벤트이다.
신한, 카카오페이, 배달의 민족 등의 기업과의 제휴를 통해 최소 1천원에서 최대 1만원 다운로드 쿠폰을 지급하고 있다.
- 초대 이벤트

초대 이벤트는 영화 시사회, 연극 초대권 등 문화 생활과 관련하여 진행되는 이벤트이다.
참여 조건은 회원만 이용할 수 있다는 점이며, 그 외에 조건은 없다.
당첨 조건은 랜덤으로 당첨되며, 당첨 시 영화 시사회 및 연극을 무료로 관람할 수 있다.
- 무료 충전소

무료 충전소는 모바일 앱(APP)을 통해 포인트를 모으고, 모은 포인트를 이용해 2천원, 3천원 쿠폰을 다운로드 받을 수 있다. 충전하기가 부담스러운 경우 무료 충전소를 이용하면 가능하지만 포인트를 단기간에 모을 수는 없으며, 지속적으로 참여해야 교환이 가능한 이벤트이다.

## 기타

### eBook
eBook은 해피캠퍼스 내 해피북스에서 제공하는 도서 컨텐츠로 종이책이 아닌 eBook 상품으로 도서 구매 후, PC와 모바일에서 볼 수 있는 서비스다. 일반문학, 교양도서, 로맨스/멜로, 무협/판타지, 특별관으로 구성되어 있다. 자료에 따라 무료 자료와 유료 자료로 나뉘며 해피캠퍼스 충전금, 수익금, 할인쿠폰을 통해 구매할 수 있다.
2020년 12월 기준 eBook 서비스는 종료되었다.